# گربه‌خوان سینه‌اخرایی
گربه‌خوان سینه‌اخرایی (نام علمی: Ailuroedus stonii) نام یک گونه از سرده گربه‌خوان‌ها است.